# Shibukawa
Shibukawa (jap. 渋川市 Shibukawa-shi) – miasto w Japonii na Honsiu w prefekturze Gunma, 120 km na północ od Tokio.
Miasto nazwane pępkiem Japonii (日本のおへそ, Nihon-no o-heso). Ma powierzchnię 240,27 km². W 2020 r. mieszkało w nim 
74 614 osób, w 29 069 gospodarstwach domowych  (w 2010 r. 83 344 osoby, w 29 251 gospodarstwach domowych).